# Sanada Takashi
Sanada Takashi (眞田卓, sinh ngày 8 tháng 6 năm 1985) là một vận động viên quần vợt xe lăn từ Nhật Bản đã giành được giải Osaka Mở rộng 2011, Giải quần vợt Nhật Bản Mở rộng và Peace Cup (năm 2011 và 2012). Anh cũng thắng giải quốc tế như giải Đài Loan Mở rộng và Gauteng Mở rộng ở Nam Phi.